# Alibak Steenholdt
Alibak Johannes Kasper Steenholdt (* 22. Juni 1934 in Qeqertarsuatsiaq; † 18. Dezember 2012) war ein grönländischer Verwaltungsjurist und Beamter.

## Leben
Alibak war der Sohn des Jägers Andreas Lars Filemon Steenholdt (1901–1980) und dessen Frau Louise Johanne Abelone Judithe Jeremiassen (1913–?) Sein Großvater war der Landesrat Nathanael Steenholdt (1874–1919). Er war außerdem der ältere Bruder der beiden Politiker Otto (1936–2016) und Konrad Steenholdt (* 1942). Am 29. Juni 1968 heiratete er die dänische Krankenschwester Ruth Henriette Solevad (* 1941).
Alibak Steenholdt besuchte von 1948 bis 1950 die Efterskole in Aasiaat und anschließend die Realschule in Nuuk, die er 1954 abschloss. Danach ging er nach Dänemark, wo er in Høng die Hochschulreife erlangte. Anschließend studierte er Rechtswissenschaften an der Universität Kopenhagen und schloss sein Studium 1972 als cand. iur. ab. Anschließend wurde er Bevollmächtigter in Grønlands Landsråd. Zur Einführung des Inatsisartuts 1979 wurde er Parlamentssekretär. Von 1988 bis 1996 war er Bürochef und danach Direktor des Parlaments.
In seiner Schulzeit war er von 1949 bis 1950 Redakteur der Schulzeitung Najagiit und von 1953 bis 1954 Redakteur der Qarsoq. Von 1958 bis 1962 und 1966 bis 1974 saß er im Rat der Vereinigung Peqatigiit Kalaallit. Von 1969 bis 1971 war er Redakteur von deren Zeitschrift Kalaallit. 1963 war er Mitgründer und Vizevorsitzender des Rats Junger Grönländer. Von 1963 bis 1964 war er Redakteur von deren Zeitschrift Avataq. Von 1975 bis 1982 gehörte er dem Sprach- und Rechtschreibausschuss des Landesrats an und von 1982 bis 1999 dem Grönländischen Sprachausschuss, dessen Vorsitzender er ab 1989 war. Ab 1982 war er Mitglied des Ortsnamenausschusses und von 1983 bis 1988 Mitglied des Grönländischen Forschungsausschusses. Von 1983 bis 1991 war er Mitglied des Stellvertreterkomitees im Nordischen Ministerrat und in derselben Zeit grönländischer Sekretär im Nordischen Rat. Ab 1985 war er Sekretär im Westnordischen Parlamentarischen Zusammenarbeitsrat.
Er wurde 1989 zum Ritter des Dannebrogordens ernannt und erhielt am 27. September 1996 den silbernen, am 29. Mai 1999 den goldenen Nersornaat. Er starb 2012 im Alter von 78 Jahren.